# Ken Paxton
Ken Paxton (ur. 23 grudnia 1962 w Dakocie Północnej) – amerykański prawnik i polityk, który od stycznia 2015 roku pełni funkcję Prokuratora Generalnego stanu Teksas.

## Życiorys
Ukończył Baylor University, uzyskując licencjata z psychologii w 1985 r., a następnie MBA w roku 1986. W 1991 roku uzyskał stopień naukowy doktora nauk prawnych na Uniwersytecie Wirginii. Po ukończeniu szkoły prawniczej senator Paxton dołączył do kancelarii prawnej Strasburger & Price, LLP, a następnie pracował jako doradca domowy dla firmy JCPenney. W 2002 roku założył własną kancelarię prawną.
Po raz pierwszy wybrany w 2002 roku na przedstawiciela Dystryktu 70 w Izbie Okręgowej. Pracował przez 10 lat w Izbie Reprezentantów Teksasu, zanim został wybrany do reprezentowania Dystryktu 8 w Senacie Teksasu, gdzie pełnił tę funkcję do momentu zostania Prokuratorem Generalnym.
W lipcu 2015 roku został oskarżony o oszustwa związane z papierami wartościowymi, którym zaprzeczył. W 2019 roku sprawa karna ciągnie się dalej, a procesy sądowe są odkładane.
W 2019 roku Paxton prowadził zespół 50 prokuratorów w dochodzeniu czy Google kontrolowało rynek reklamy internetowej oraz sieciowych wyszukiwarek, w celu zachwiania konkurencji ze szkodą dla użytkowników.
W trakcie epidemii koronawirusa w roku 2020, zarządził wstrzymanie aborcji w stanie Teksas. Zgodnie z oświadczeniem biura prokuratora generalnego zawieszone musi być wykonywanie „jakiejkolwiek aborcji, która nie jest medycznie konieczna, by uratować życie lub zdrowie matki”.

## Życie prywatne
Ken mieszka w McKinney z żoną Angelą, z którą mają czworo dzieci: Tucker, Abby, Mattie i Katie. Ken i Angela są członkami megakościoła baptystycznego w Plano.